# Jürgen Trittin
Jürgen Trittin (Brema, 25 luglio 1954) è un politico tedesco.
È stato Ministro dell'Ambiente tra 1998 e 2005 ed è il capogruppo di Bündnis 90/Die Grünen al Bundestag dal 2009.